# Kaloré
Kaloré é um município brasileiro do estado do Paraná.

## História
Patrimônio (distrito) criado em 1948, pertencendo ao Município de Marumbi até agosto de 1961, ano que foi elevado a município. O pioneiro sr. Heleno ou "Gato-preto", como era conhecido, que foi funcionário da companhia de Terras Norte do Paraná, é considerado por todos como o fundador da cidade, uma vez que era o encarregado pela derrubada da mata para o surgimento de "clarões" dando o início da cidade. A companhia de Terras Norte do Paraná também foi a responsável pela criação de quase todas as cidades do Norte do Paraná (Norte Novo).

## Bairros rurais
Além de Juciara, distrito mais antigo que Kaloré, temos os importantes bairros da Água do Uru (divisa com Novo Itacolomi), Uruzinho, Bairro dos Meloca, Pedrona, Venda do Pedrinho (divisa com Marumbi), Búfalo, Andorinhas.

## Geografia
Possui uma área é de 193,299 km² representando 0,097 % do estado, 0,0343 % da região e 0,0023 % de todo o território brasileiro. Localiza-se a uma latitude 23°49'01" sul e a uma longitude 51°40'04" oeste. Sua população estimada em 2005 era de 4.089 habitantes.[carece de fontes?]

### Demografia
Dados do Censo - 2000
População total: 5.044
- Urbana: 3.055
- Rural: 1.989
- Homens: 2.594
- Mulheres: 2.450

Índice de Desenvolvimento Humano (IDH-M): 0,753
- IDH-M Renda: 0,625
- IDH-M Longevidade: 0,808
- IDH-M Educação: 0,825

## Administração
- Prefeito: Edmílson Luis Stencel (2021/2024)